# Barbara Schwartz
Barbara Schwartz (Vienna, 27 gennaio 1979) è un'ex tennista austriaca.

## Carriera
In carriera ha vinto 2 titoli di doppio. Nei tornei del Grande Slam ha ottenuto il suo miglior risultato raggiungendo i quarti di finale nel singolare all'Open di Francia nel 1999.
In Fed Cup ha giocato 17 partite, ottenendo 9 vittorie e 8 sconfitte.

## Statistiche

### Doppio

#### Vittorie (2)
| Numero | Anno             | Torneo                  | Superficie  | Compagna    | Avversarie in finale                           | Punteggio     |
| 1.     | 14 luglio 2002   | Belgian Open, Bruxelles | Terra rossa | Jasmin Wöhr | Tathiana Garbin Arantxa Sánchez Vicario        | 6-2, 0-6, 6-4 |
| 2.     | 29 febbraio 2004 | Copa Colsanitas, Bogotà | Terra rossa | Jasmin Wöhr | Anabel Medina Garrigues Arantxa Parra Santonja | 6-1, 6-3      |

### Doppio

#### Finali perse (2)
| Numero | Anno           | Torneo                    | Superficie  | Compagna          | Avversarie in finale            | Punteggio     |
| 1.     | 8 gennaio 2000 | ASB Classic, Auckland     | Cemento     | Patricia Wartusch | Cara Black Alexandra Fusai      | 6-3, 3-6, 4-6 |
| 2.     | 16 giugno 2002 | WTA Austrian Open, Vienna | Terra rossa | Jasmin Wöhr       | Petra Mandula Patricia Wartusch | 2-6, 4-6      |

### Risultati in progressione
| Sigla | Risultato               |
| ----- | ----------------------- |
| V     | Vincitore               |
| F     | Finalista               |
| SF    | Semifinalista           |
| O     | Oro olimpico            |
| A     | Argento olimpico        |
| SF    | Bronzo olimpico         |
| QF    | Quarti di Finale        |
| 4T    | Quarto turno            |
| 3T    | Terzo turno             |
| 2T    | Secondo turno           |
| 1T    | Primo turno             |
| RR    | Round Robin             |
| LQ    | Turno di qualificazione |
| A     | Assente                 |
| ND    | Non disputato           |

| Legenda superfici    |
| -------------------- |
| Cemento              |
| Terra battuta        |
| Erba                 |
| Superficie variabile |

#### Singolare nei tornei del Grande Slam
| Torneo          | 1997 | 1998 | 1999 | 2000 | 2001 | 2002 | 2003 | 2004 | 2005 | 2006 |
| --------------- | ---- | ---- | ---- | ---- | ---- | ---- | ---- | ---- | ---- | ---- |
| Australian Open | A    | A    | 2T   | 1T   | A    | 2T   | 3T   | A    | A    | A    |
| Open di Francia | A    | 3T   | QF   | 1T   | A    | 1T   | A    | 1T   | A    | A    |
| Wimbledon       | A    | 1T   | 1T   | 1T   | 3T   | 1T   | A    | A    | A    | A    |
| US Open         | A    | 1T   | 1T   | A    | 3T   | 2T   | A    | A    | A    | A    |

#### Doppio nei tornei del Grande Slam
| Torneo          | 1997 | 1998 | 1999 | 2000 | 2001 | 2002 | 2003 | 2004 | 2005 | 2006 |
| --------------- | ---- | ---- | ---- | ---- | ---- | ---- | ---- | ---- | ---- | ---- |
| Australian Open | A    | A    | A    | 1T   | A    | A    | A    | A    | A    | A    |
| Open di Francia | 1T   | A    | A    | A    | A    | A    | A    | A    | A    | A    |
| Wimbledon       | A    | A    | A    | A    | 1T   | A    | A    | 2T   | A    | A    |
| US Open         | A    | A    | A    | A    | A    | 1T   | A    | A    | A    | A    |

#### Doppio misto nei tornei del Grande Slam
Nessuna partecipazione

## Vittorie contro giocatrici Top 10
| Stagione | 1999 | 2000 | 2001 | 2002 | Totale |
| Vittorie | 1    | 0    | 0    | 1    | 2      |

| #    | Giocatrice     | Ranking | Evento                  | Superficie  | Turno | Punteggio        | Rank. BSR |
| ---- | -------------- | ------- | ----------------------- | ----------- | ----- | ---------------- | --------- |
| 1999 |                |         |                         |             |       |                  |           |
| 1.   | Venus Williams | 5       | Open di Francia, Parigi | Terra rossa | 4T    | 2-6, 7-6(7), 6-3 | 125       |
| 2000 |                |         |                         |             |       |                  |           |
| 2.   | Monica Seles   | 6       | Fed Cup, Charlotte      | Terra verde | 1T    | 7-6(7), 6-2      | 75        |